# L'Isle-en-Dodon
L'Isle-en-Dodon é uma comuna francesa na região administrativa da Occitânia, no departamento do Alto Garona. Estende-se por uma área de 22.58 km², com 1633 habitantes, segundo o censo de 2018, com uma densidade de 72 hab/km².